# Acrodactyla quadrisculpta
Acrodactyla quadrisculpta är en stekelart som först beskrevs av Johann Ludwig Christian Gravenhorst 1820.  Acrodactyla quadrisculpta ingår i släktet Acrodactyla och familjen brokparasitsteklar. Arten är reproducerande i Sverige. Inga underarter finns listade i Catalogue of Life.

## Bildgalleri

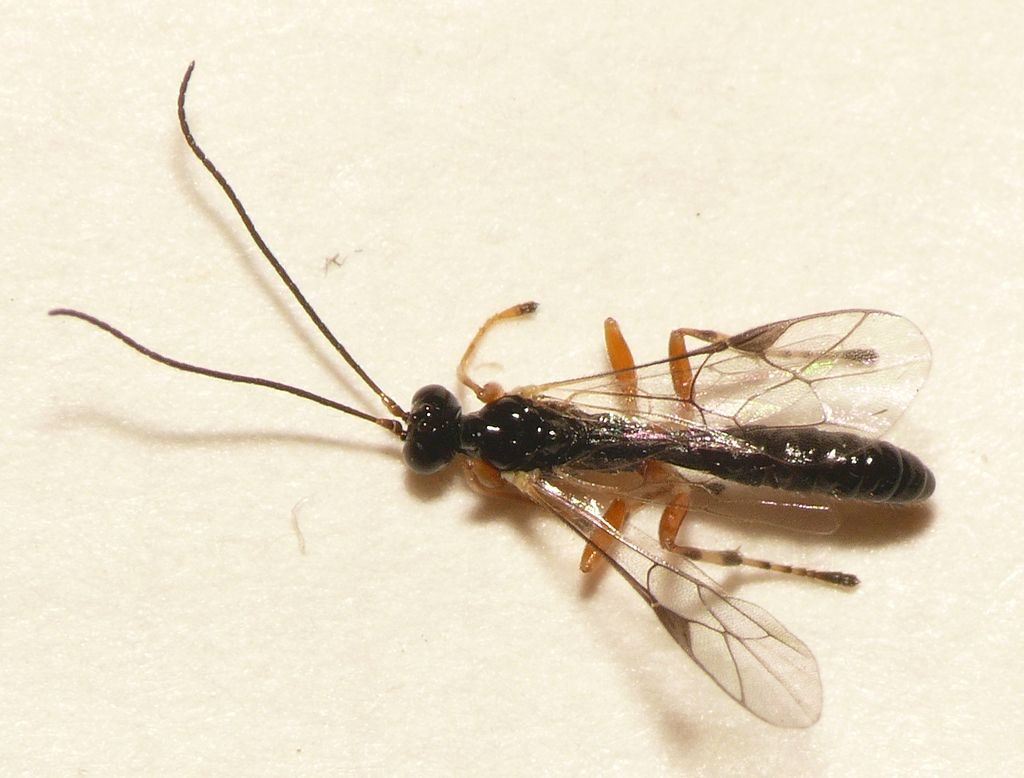
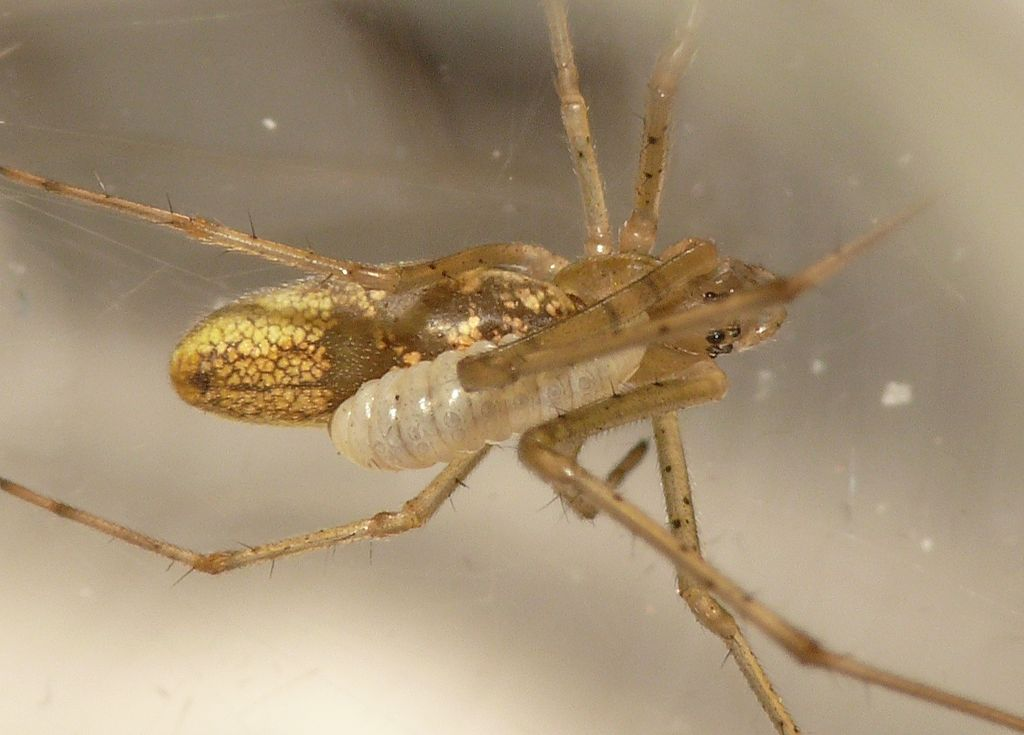